# 辻協
辻 協（つじ きょう、本名：辻 協子、1930年11月27日 - 2008年7月8日）は、日本の陶芸家。夫は陶芸家の辻清明。美術家の辻けいは娘。

## 人物
1930年（昭和5年）東京都生まれ。1948年、神奈川県立平塚高等女学校卒業
、1952年、東京女子美術専門学校（現女子美術大学）洋画科卒業。同年新工人会員になり、会の創立者である陶芸家・辻清明と知り合い、のちに結婚。結婚をきっかけに陶芸を始め、1970年（昭和45年）に女性としては初めての日本陶磁協会賞を受賞した。
夫・清明は2008年（平成20年）4月15日に亡くなったが、約3カ月後の7月8日に夫と同じ肝臓がんで死去。享年77。

## 著書
- 『肴と器と』 辻清明共著、講談社、1985年。ISBN 978-4062019521。
- 『存分に恵みの食卓』 文化出版局、1995年。ISBN 978-4579205219。